# Bathyraja eatonii
Bathyraja eatonii (лат.) — вид хрящевых рыб рода глубоководных скатов семейства Arhynchobatidae отряда скатообразных. Обитают в антарктических водах Атлантического океана между 48° ю. ш. и 78° ю. ш. Встречаются на глубине до 300 м. Их крупные, уплощённые грудные плавники образуют округлый диск со треугольным рылом. Максимальная зарегистрированная длина 120 см. Откладывают яйца. Не являются объектом целевого промысла.

## Таксономия
Впервые новый вид был научно описан в 1876 году как Raja eatonii. Он был назван в честь натуралиста и исследователя Альфреда Эдмунда Итона. Генетические исследования показали, что Bathyraja eatonii, обитающие в  южной Атлантике, отличаются от скатов, принадлежащих к популяции из моря Росса (Тихий океан) и Индийского океана. Предположение, что Bathyraja eatonii и Bathyraja smithii являются синонимами, по всей видимости, неверно.

## Ареал
Эти скаты обитают в антарктических водах Атлантического океана. Ранее считалось, что они распространены по всей Антарктике. Встречаются на глубине от 200 до 300 м.

## Описание
Широкие и плоские грудные плавники этих скатов образуют ромбический диск с широким треугольным рылом и закруглёнными краями.  На вентральной стороне диска расположены 5 жаберных щелей, ноздри и рот. Хвост длиннее диска. На хвосте имеются латеральные складки. У этих скатов 2 редуцированных спинных плавника и редуцированный хвостовой плавник.
Максимальная зарегистрированная длина 120 см.

## Биология
Эмбрионы питаются исключительно желтком. Эти скаты откладывают яйца, заключённые в роговую капсулу с «рожками» по углам. На Bathyraja eatonii паразитируют трематоды Otodistomum cestoides и цестоды Anthocephalum siedleckii, Anthocephalum sp., Guidus antarcticus, Macrobothridium sp., Notomegarhynchus shetlandicum, Onchobothrium antarcticum, Pseudanthobothrium minutum и Phyllobothrium sp.

## Взаимодействие с человеком
Эти скаты не являются объектом целевого лова. Они попадаются в качестве прилова. В ареале повысилась интенсивность промысла с помощью ярусов и тралов, что может негативно сказаться на численности  Bathyraja eatonii. Данных для оценки Международным союзом охраны природы охранного статуса вида недостаточно.